# Wesley Ruggles
Wesley Ruggles (11 de junio de 1889 – 8 de enero de 1972) fue un director y actor cinematográfico estadounidense.

## Biografía
Nacido en Los Ángeles, California, era el hermano menor del actor Charles Ruggles. Inició su carrera en 1915 como actor, actuando en cerca de una docena de filmes mudos, en ocasiones junto a Charles Chaplin. 
En 1917 empezó a dirigir, haciendo más de 50 títulos, la mayoría de baja calidad — incluyendo una versión muda de la novela de Edith Wharton La edad de la inocencia (1924) — antes de ganar el aplauso de la crítica con Cimarrón en 1931. Esta adaptación de la novela de Edna Ferber Cimarrón, sobre unos granjeros colonizando las praderas de Oklahoma, fue el primer western en ganar un Óscar a la mejor película.
Tras este éxito Ruggles rodó comedias ligeras como No Man of Her Own (con Clark Gable y Carole Lombard 1932), I'm No Angel (1933, con Mae West y Cary Grant), College Humor (1933, con Bing Crosby), y Bolero (1934, con George Raft y Carole Lombard). Sin embargo, pocos de sus filmes posteriores llegaron a ser tan destacados, quizás a excepción de Arizona. Durante esa década también rodó películas como The Sea Bat.
Su carrera decaía cuando entró a formar parte de la Organización Rank en 1946, con la que produjo y dirigió London Town, con Sid Field y Petula Clark, film basado en una historia escrita por él. La película — primer intento británico en rodar una extravagancia musical en Technicolor — es destacable por el hecho de ser uno de los mayores fallos comerciales y de crítica de la historia del cine británico. Irónicamente, Ruggles había sido contratado con la esperanza de que un estadounidense estaría mejor preparado para dirigir un musical — a pesar de que no tenía experiencia previa en el género. Fue su última película. En Estados Unidos se estrenó en 1953 una versión resumida bajo el título de My Heart Goes Crazy, con el sello de United Artists.
Wesley Ruggles falleció en 1972 en Santa Mónica (California). Fue enterrado en el Cementerio Forest Lawn Memorial Park de Glendale (California).

## Premios y distinciones
Premios Óscar
| Año  | Categoría                  | Película | Resultado |
| ---- | -------------------------- | -------- | --------- |
| 1931 | Óscar a la mejor dirección | Cimarron | Nominado  |